# Stefan Schwab
Stefan Schwab (n. 27 septembrie 1990, Saalfelden, Austria) este un fotbalist austriac, care în prezent joacă la PAOK. A jucat la Rapid Viena în Bundesliga Austriacă pe postul de mijlocaș.

## Cariera de jucător
În vara anului 2014, Schwab a părăsit-o pe Admira Wacker și a semnat cu echipa din zonă, Rapid Viena. El a semnat un contract pe trei ani până în 2017.

## Cariera internațională
Schwab a fost selecționat pentru lotul echipei de seniori a Austriei în vederea meciului din preliminariile pentru Campionatul European din 2016 contra echipei naționale a Liechtensteinului din octombrie 2015.